# Bernd Höing
Bernd Höing (født 4. marts 1955 i Østberlin) er en tysk tidligere roer, olympisk guldvinder og dobbelt verdensmester.

## Karriere

### Roning
Höing roede otter i hele sin elitekarriere, og han kom med i den østtyske otter i 1978. Han var derfor med til at vinde VM dette og det følgende år i denne båd.
Ved OL 1980 i Moskva var han stadig med i otteren og roede sammen med Bernd Krauß, Hans-Peter Koppe, Ulrich Kons, Jörg Friedrich, Ulrich Karnatz, Jens Doberschütz, Uwe Dühring og styrmand Klaus-Dieter Ludwig. Denne besætning vandt først sit indledende heat, og i finalen sikrede de sig guldet næsten tre sekunder foran Storbritannien på andenpladsen, mens Sovjetunionen fulgte efter på bronzepladsen.
I 1981 blev en lang årrækkes østtysk dominans i otteren brudt, da de måtte nøjes med en fjerdeplads ved VM. I 1982 var de tilbage på sejrsskamlen med en sølvmedalje, en bedrift de gentog året efter, alle årene med Höing i båden.

### Videre karriere
Höing var tjener af uddannelse, men blev ansat ved det østtyske politi. Efter den tyske genforening vendte han tilbage til gastronomien og åbnede på et tidspunkt nogle restauranter i Berlin.

## OL-medaljer
- 1980:  Guld i otter